# NGC 6124
إن جي سي 6124 (NGC 6124) هو عنقود مفتوح يقع على بعد 18,600 سنة ضوئية في كوكبة العقرب. وقد اكتشف من قبل نيكولاس لويس دو لكيل في 1751 خلال جولة جنوب أفريقيا.
والعنقود هو مجموعة كبيرة ومشرقة مع حوالي 125 نجمة مرئية بالعين المجردة.

## وصلات خارجية

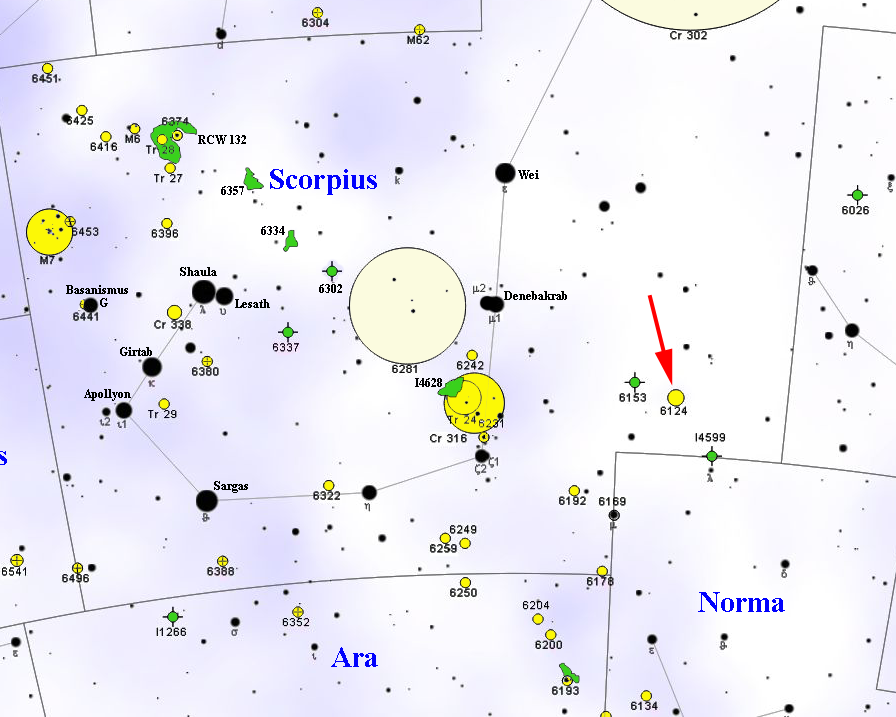
خريطة تبين موقع NGC 6124

- NGC 6124 في Messier45[وصلة مكسورة]

- NGC 6124 على موقع ويكي سكاي: DSS2, SDSS, GALEX, IRAS, Hydrogen α, X-Ray, Astrophoto, Sky Map, Articles and images

الإحداثيات:  16س 25د 36ث، −40° 40′ 00″